# Rutland (Illinois)
Rutland és una població dels Estats Units a l'estat d'Illinois. Segons el cens del 2000 tenia 354 habitants.

## Demografia
Segons el cens del 2000, Rutland tenia 354 habitants, 147 habitatges, i 98 famílies. La densitat de població era de 166,7 habitants/km².
Dels 147 habitatges en un 28,6% hi vivien nens de menys de 18 anys, en un 56,5% hi vivien parelles casades, en un 8,2% dones solteres, i en un 32,7% no eren unitats familiars. En el 27,2% dels habitatges hi vivien persones soles el 10,9% de les quals corresponia a persones de 65 anys o més que vivien soles. El nombre mitjà de persones vivint en cada habitatge era de 2,41 i el nombre mitjà de persones que vivien en cada família era de 2,96.
Per edats la població es repartia de la següent manera: un 23,2% tenia menys de 18 anys, un 8,2% entre 18 i 24, un 26,6% entre 25 i 44, un 25,4% de 45 a 60 i un 16,7% 65 anys o més.
L'edat mediana era de 40 anys. Per cada 100 dones de 18 o més anys hi havia 98,5 homes.
La renda mediana per habitatge era de 31.500 $ i la renda mediana per família de 47.708 $. Els homes tenien una renda mediana de 31.406 $ mentre que les dones 18.864 $. La renda per capita de la població era de 16.892 $. Cap de les famílies i el 4,3% de la població estaven per davall del llindar de pobresa.

## Poblacions més properes
El següent diagrama mostra les poblacions més properes.